# Ossiculum aurantiacum
 Ossiculum  es un género monotípico de orquídeas de hábito epífitas. Su única especie: Ossiculum aurantiacum, se encuentra en Madagascar.

## Descripción
Es una orquídea de tamaño pequeño que prefiere el clima cálido al frío, con hábitos de epífitas con un tallo corto y erecto envuelto completamente por vainas imbricadas, con 2 hojas gruesas y carnosas, oblongo-lanceoladas, bilobulada oblicua y obtusa apical. Florece en una inflorescencia axilar de 1,8 cm de largo, con 9 a 15 flores.

## Distribución y hábitat
Se encuentra en el sudoeste de Camerún en las ramas gruesas en los bosques primarios.

## Taxonomía
Ossiculum aurantiacum fue descrita por P.J.Cribb & Laan y publicado en Kew Bulletin 41(4): 824. 1986.